# 243P/NEAT
243P/NEAT, komet Jupiterove obitelji